# Messerschmitt Me.323 Gigant
Мессершмитт Ме 323 «Гигант» (нем. Messerschmitt Me.323 «Gigant») — серийный немецкий тяжёлый военно-транспортный самолёт грузоподъёмностью до 11 тонн. Самый тяжёлый немецкий самолёт Второй мировой войны. Использовался для снабжения немецких войск в Тунисе и Северной Африке в 1942—1943 годах, совершая вылеты с Апеннинского полуострова и с острова Сицилия.

## История

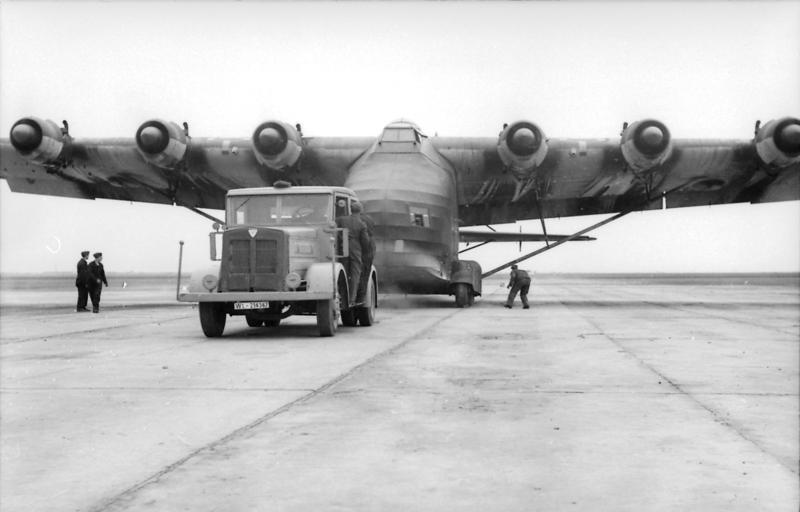
Me 323 в сравнении с грузовиком

Messerschmitt Me.323 «Gigant» — самый крупный транспортный самолёт люфтваффе нацистской Германии (грузоподъёмность — до 11 тонн), построен на базе тяжёлого военного планёра Me.321 «Gigant» и двигателей французской фирмы «Гном-Рон», в изобилии обнаруженных захватчиками на складах оккупированной Франции. Он превосходил основной транспортник люфтваффе Ju.52 по грузоподъёмности в 5 раз, а по экономичности — почти в 2 раза (0,57 против 1 литра топлива на тонно-километр).

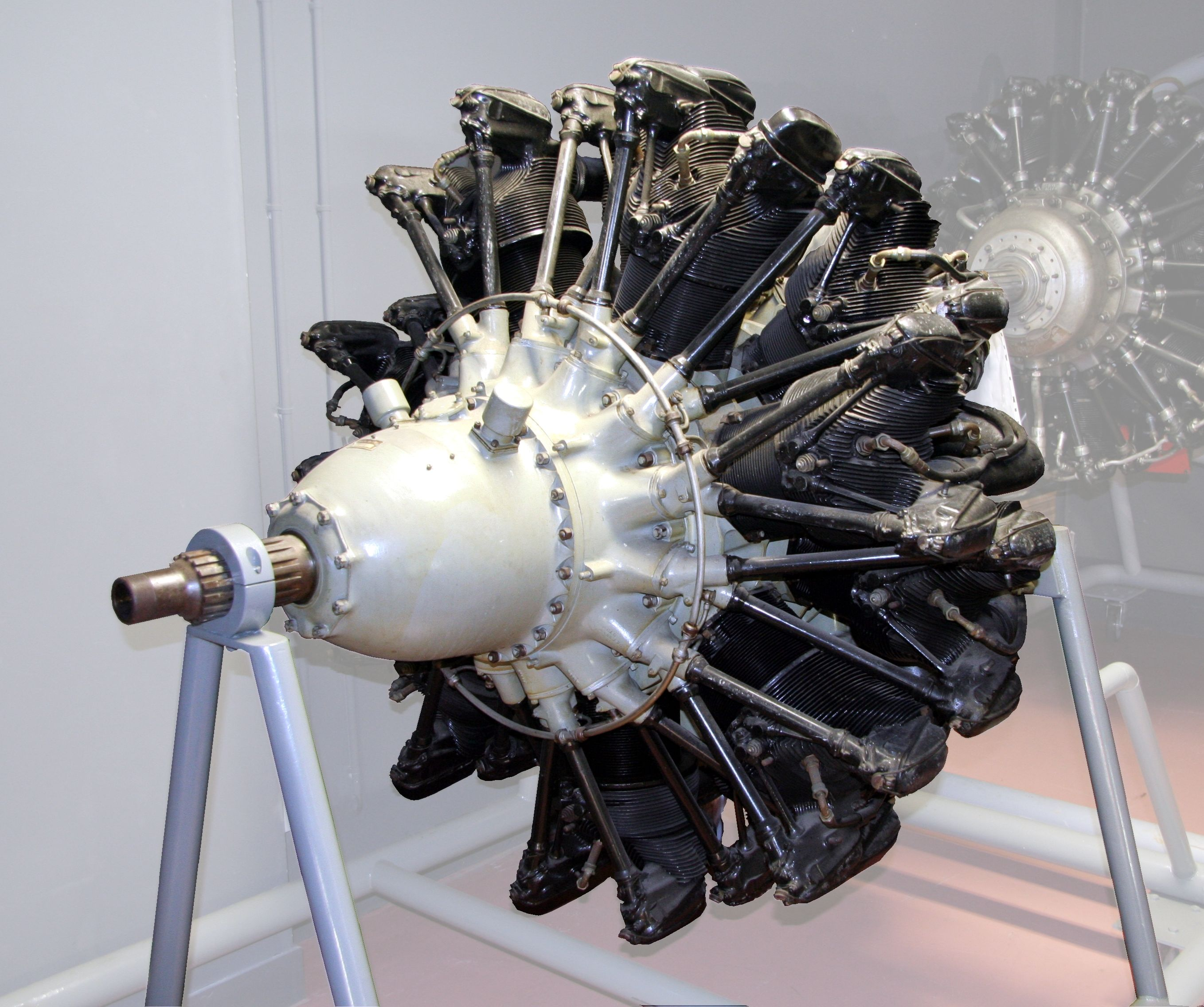
Двигатель — радиальный 14-цилиндровый Gnome-Rhône 14N воздушного охлаждения

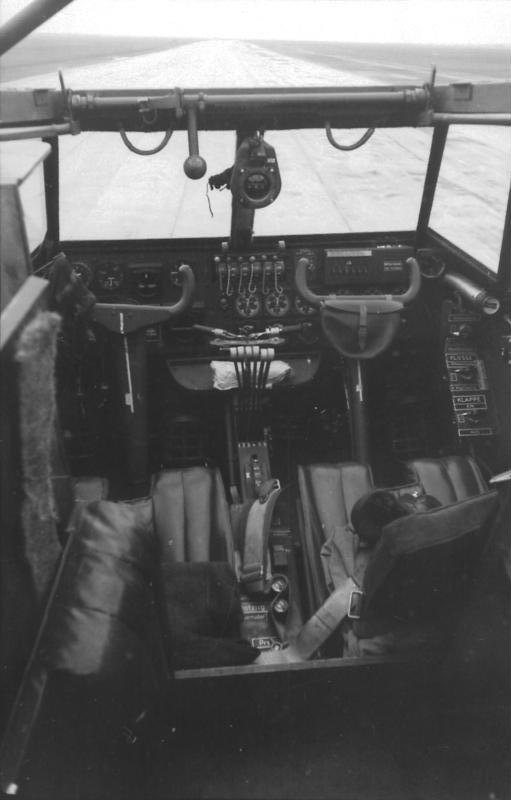
Кабина пилота

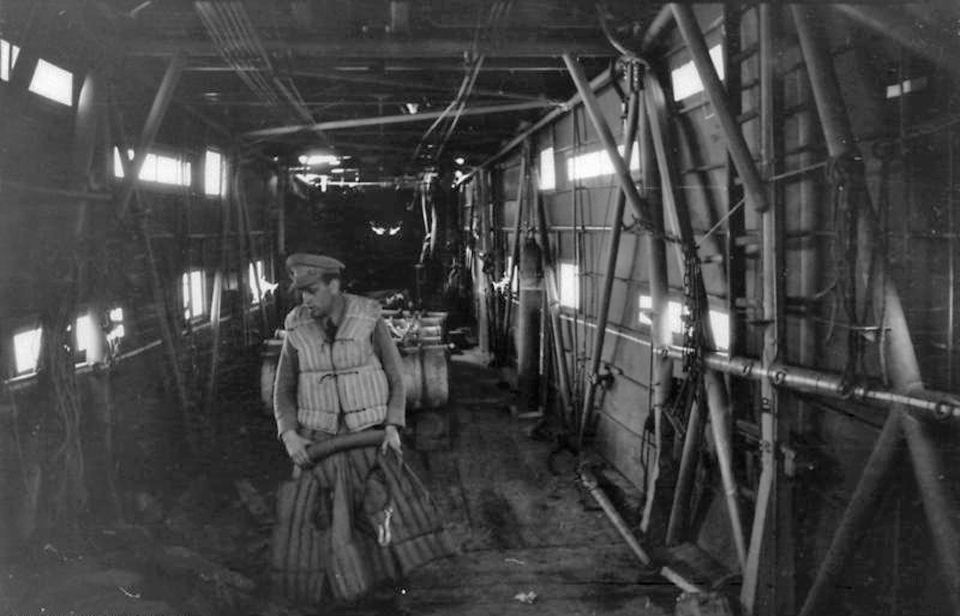
Внутри грузового отсека

Непрактичность использования гигантского планера Me.321 (полёт только «в один конец», экипаж нёс с собой заряд взрывчатки, для уничтожения машины по приземлении) привела к решению превратить его в полноценный самолёт, путём установки двигателей и шасси (Me.321 взлетал на сбрасываемой тележке, а приземлялся на лыжи).
Первоначально четырёхмоторная версия самолёта получила обозначение Me.321C, а шестимоторная — Me.321D, но позднее обозначения изменили на Me.323C и Me.323D, соответственно. Первые прототипы имели по четыре двигателя, но, из-за малой тяговооруженности, в дальнейшем проектировались только шестимоторные варианты.
Шасси самолёта, которое должно было выдерживать невиданные доселе нагрузки и амортизаторы которого действовали по принципу железнодорожного буфера, являлось технологическим прорывом.
Обшитый полотном и фанерой, самолёт тем не менее оказался не более пожароопасен, чем цельнометаллический Ju.52, что и подтвердилось на практике: «Гигант» горел не чаще и не сильнее «Юнкерса».
Всего с марта 1942 года (начало лётных испытаний) и сентября 1942 года (начало серийного производства) до начала 1944 года построено 198 аппаратов всех версий и модификаций (наибольший темп выпуска в феврале 1943 года — 27 штук, потом строилось в среднем по 8,5 самолёта в месяц).
После ввода в строй шестимоторного Me.323D министерство авиации Германии распорядилось начать работы по проектированию его преемника — ещё более тяжёлого самолёта, получившего официальное обозначение ZSO.523, — однако после открытия «Второго фронта» работы над новыми транспортными самолётами, проводимые под руководством немецкого инженера Вальтера Штендера, были прекращены, и проекты остались нереализованными.
Основное участие принимали в боевых действиях на Средиземноморском и Североафриканском ТВД — с аэродромов Неаполь, Лечче, Помильяно, Кастель-Ветрано, Пистойя «Гиганты» доставляли в Тунис горючее, запчасти, продовольствие, боеприпасы, также лёгкую бронетехнику и различные артсистемы (включая 150-мм гаубицы), осуществляли снабжение Африканского корпуса Роммеля. Как правило, самолёты летали невысоко, поодиночке или небольшими группами.
В общей сложности за неполные 5 месяцев «Гиганты» совершили в Тунис более 1200 полётов, доставив около 15 000 т грузов, в том числе 96 САУ и бронетранспортёров, 616 орудий, 360 грузовых автомобилей и тягачей, 42 РЛС. «Гиганты» также использовались для эвакуации корпуса Роммеля из Африки. 

В январе 1943 года Ме.323 привлекались к операции по снабжению окруженной в Сталинграде 6-й армии Паулюса. Летали с аэродрома Зверево (Ростовская область).
В июле 1943 года Me.323 привлекались для поддержки войск, оборонявших Сицилию от высадившихся союзников (пара «Гигантов» доставила на аэродром Катанья артиллерию 1-й парашютно-десантной дивизии).
После падения режима Муссолини и решения Гитлера оккупировать Италию были задействованы в обеспечении этой операции — 26—28 июля шесть «Гигантов» вместе с другими транспортными самолётами перебросили с французской базы Истр на итальянскую Практика-ди-Маре, что в 25 км от Рима, 2-ю парашютно-десантную дивизию, которая через полтора месяца захватила Рим.
В мае 2012 года один из самолётов был обнаружен на дне моря недалеко от итальянского острова Сардиния. Найденный самолёт разбился 26 июля 1943 года. В тот день два Me.323 отправились с аэродрома Венафьорита (Venafiorita) на Сардинии в Пистойю (Тоскана). В 12:10 по местному времени они были атакованы англичанами около острова Маддалена (в одноимённом архипелаге). Один из самолётов упал на территорию острова и сгорел, второй — совершил вынужденную посадку на воду и позже затонул. 10 членов экипажа смогли спастись, остальные погибли. До этой находки не было известно ни об одном сохранившемся Messerschmitt Me.323.
Осенью 1943 года Me.323 были задействованы для эвакуации корсиканской группировки.
В общей сложности на средиземноморском ТВД немцы потеряли 65 Me.323, из которых 25 сбили истребители союзников.
После понесённых потерь эскадра Me.323, TG 5 (Transportgeschwader, транспортная эскадра), была пополнена личным составом и новыми машинами и переброшена на Восточный фронт, где её главными базами стали Кечкемет (Венгрия) и Фокшаны (Румыния). Оттуда «Гиганты» отправлялись для выполнения заданий на различные участки фронта — от Севастополя до Риги. Так, в конце 1943 — начале 1944 года самолёты группы I./TG5 доставляли различные грузы войскам, сражавшимся на Никопольском плацдарме. Начиная с ноября 1943 и до начала мая 1944 года, два штаффеля этой группы регулярно выполняли полёты из Одессы в Севастополь и обратно. В частности, в первой половине апреля они доставили 30 артиллерийских орудий. В целом до мая 1944 года «Гиганты» выполнили на Восточном фронте около 2000 вылетов, в которых перевезли почти 18 000 тонн грузов. Один Me.323 был сбит советскими партизанами (соединение С. А. Ковпака), о чем упоминается в книге Вершигоры «Рейд на Сан и Вислу».

## Оценка проекта

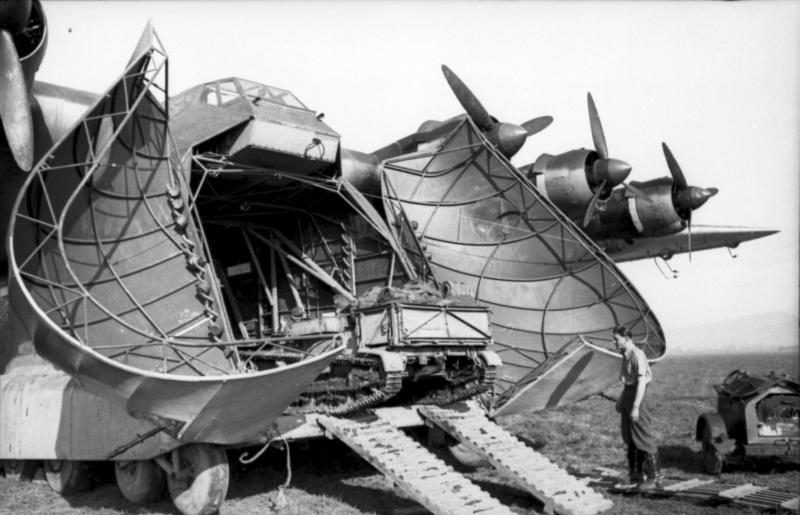
Передний грузовой люк

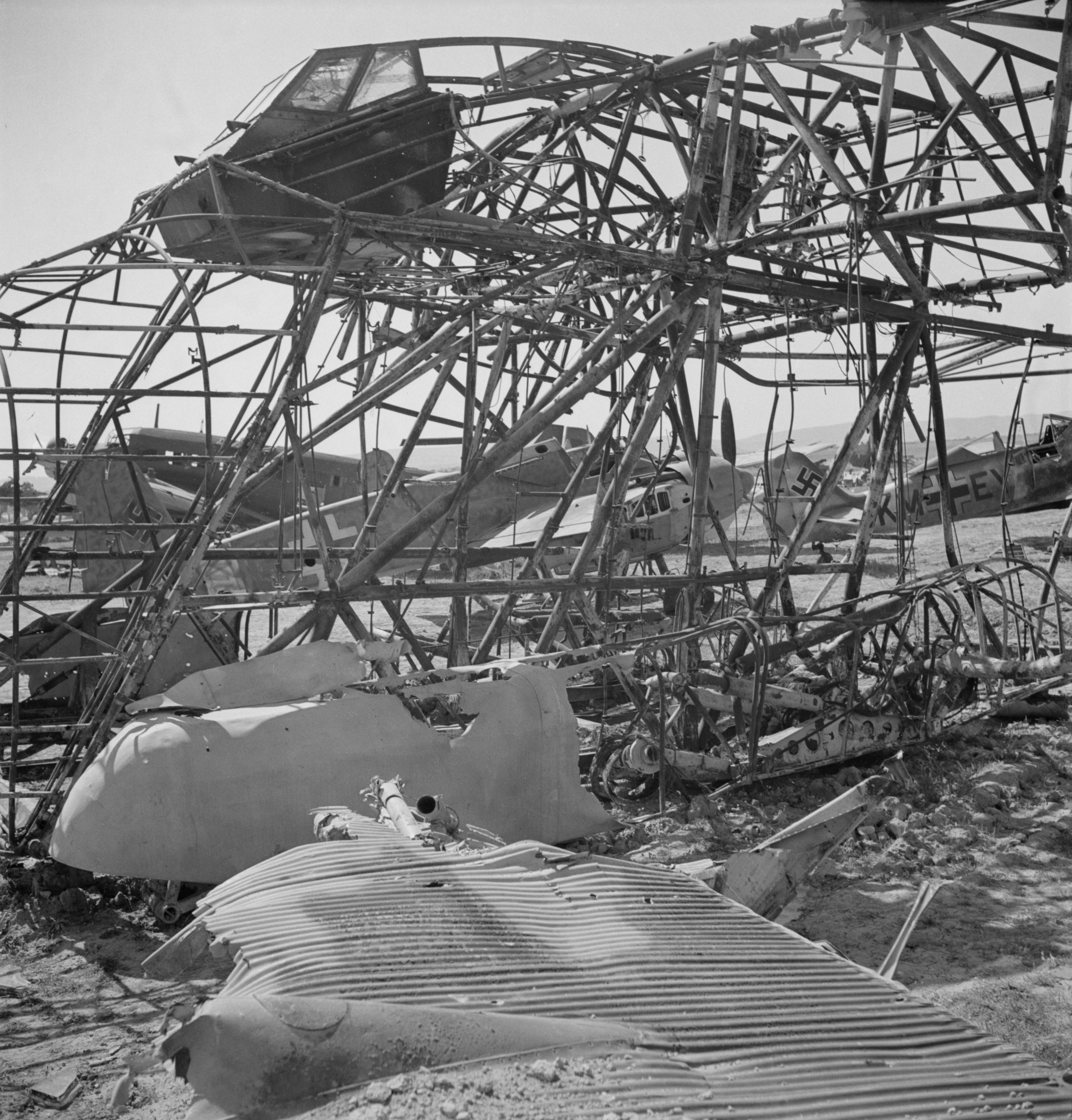
Me.323 сбит в Тунисе

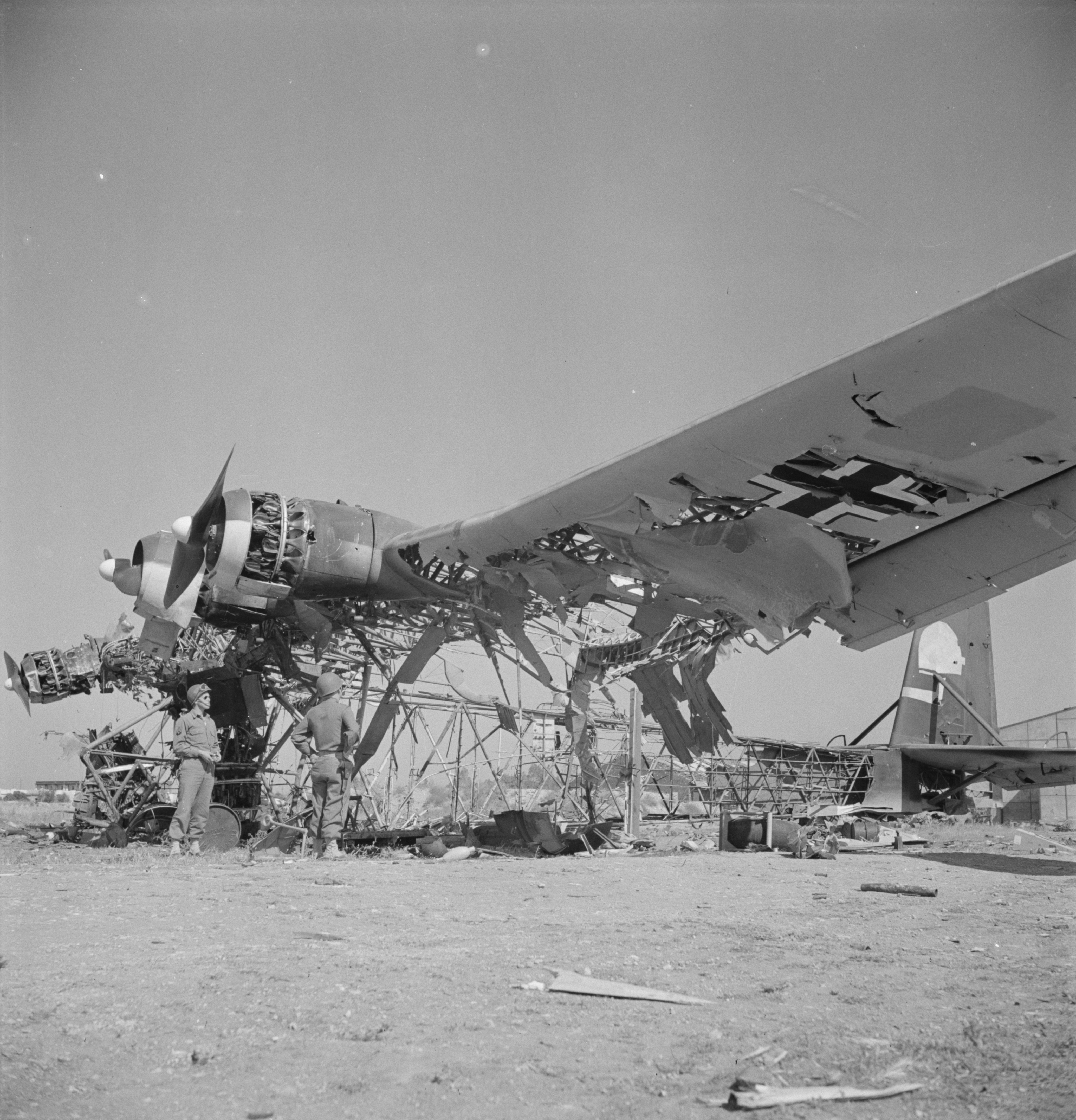

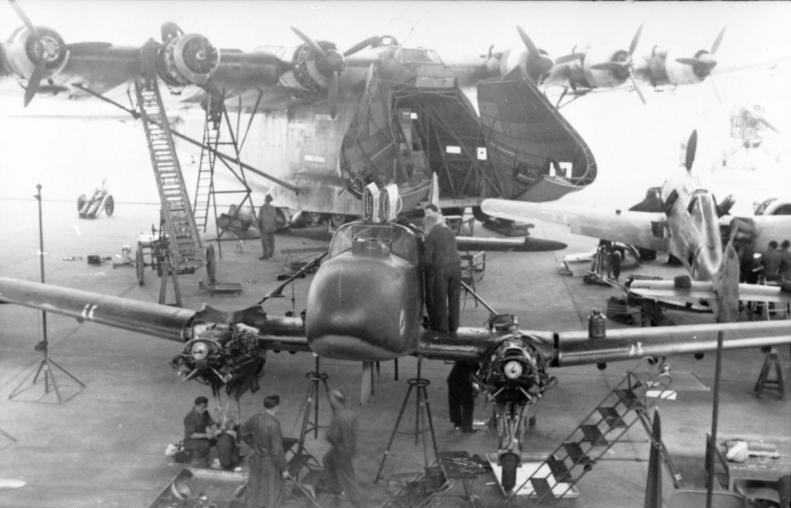
Восстановление самолёта в ремонтных мастерских рейха

Несмотря на попытки исследователей акцентировать внимание на недостатках машины и высоких боевых потерях, Me.323 можно считать первым в мире специализированным военно-транспортным самолётом.
На нём были реализованы такие передовые для своего времени решения, как широкий фюзеляж, большой передний грузовой люк, трансформируемая грузовая кабина, многоколёсное шасси. Всё это широко применяется и в настоящее время.

## Тактико-технические характеристики
Приведённые ниже характеристики соответствуют модификации Me 323 D-1.

### Технические характеристики
- Экипаж: 5 человек
- Пассажировместимость: 130 человек
- Длина: 28,50 м
- Размах крыла: 55,24 м
- Высота: 9,60 м
- Площадь крыла: 300,50 м²
- Масса пустого: 27 000 кг
- Масса снаряженного: 29 500 кг
- Максимальная взлетная масса: 43 000 кг
- Масса полезной нагрузки: 11 000 кг
- Двигатели: 6 × радиальных 14-цилиндровых Гном-Рон 14N воздушного охлаждения
- Мощность: 6 × 990 л. с. (730 кВт)

### Лётные характеристики
- Максимальная скорость: 250 км/ч
- Крейсерская скорость: 210 км/ч
- Практическая дальность: 700 км
- Перегоночная дальность: 1100 км
- Практический потолок: 4700 м
- Скороподъёмность: 3,6 м/с
- Время набора высоты: 4000 м за 35 минут

### Вооружение
- Пулемётное: до 18 × 7,9 мм пулемётов MG 15